# AGN-211-P

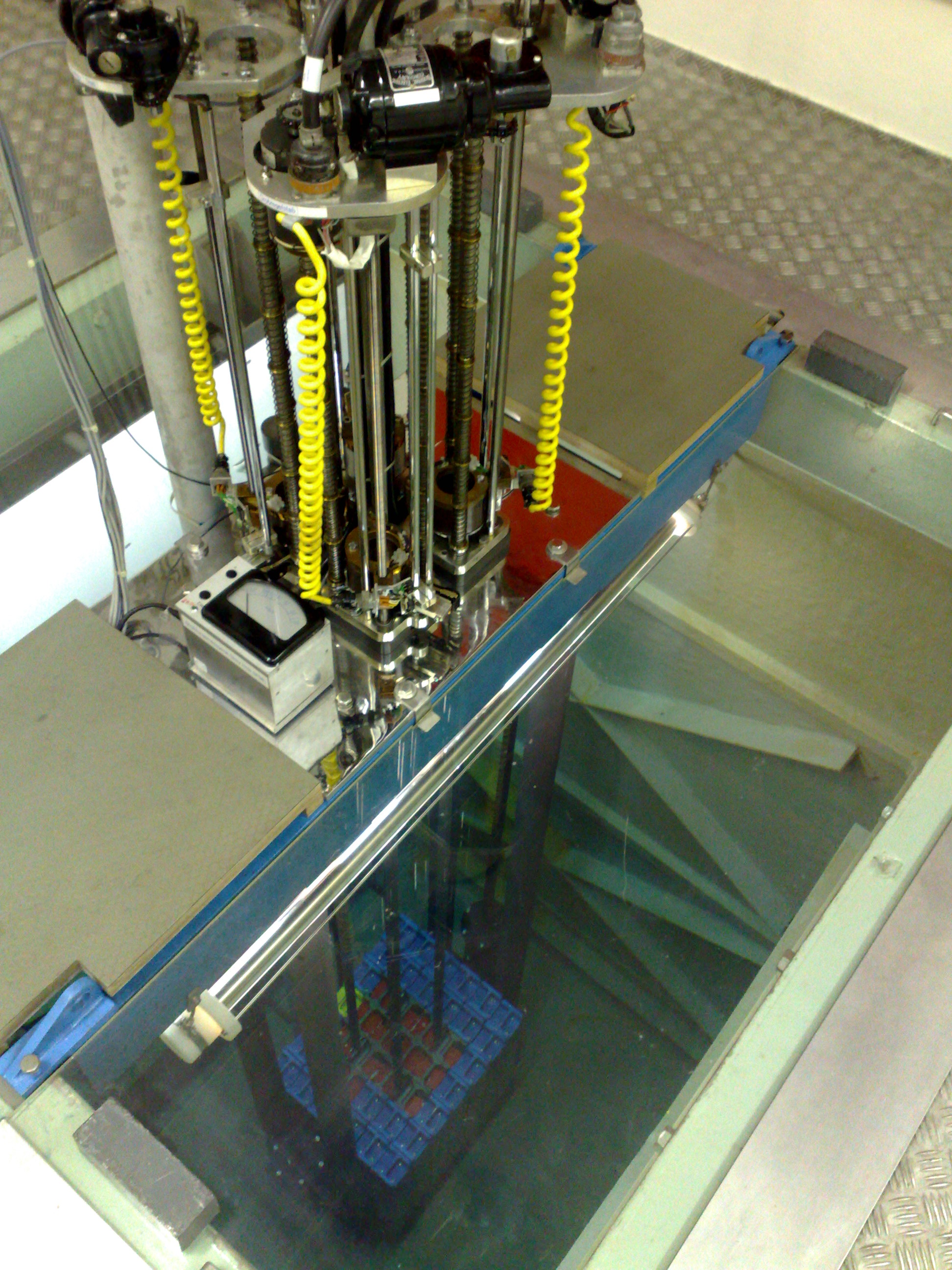
AGN-211-P (2008)

AGN-211-P war der Forschungsreaktor der Universität Basel sowie ein Anschauungsobjekt während der Expo 58, wo er sich unter dem Atomium befand.
Für die Forschung selbst war er seit längerem nicht mehr relevant, er diente noch der Ausbildung der Studierenden, zur Demonstration sowie der Erzeugung von Neutronenstrahlung.
Der Hersteller des Reaktors war Aerojet General Nucleonics.
Der Reaktor war im Betrieb gut zugänglich und es konnte u. a. das Tscherenkow-Leuchten beobachtet werden.

## Geschichte

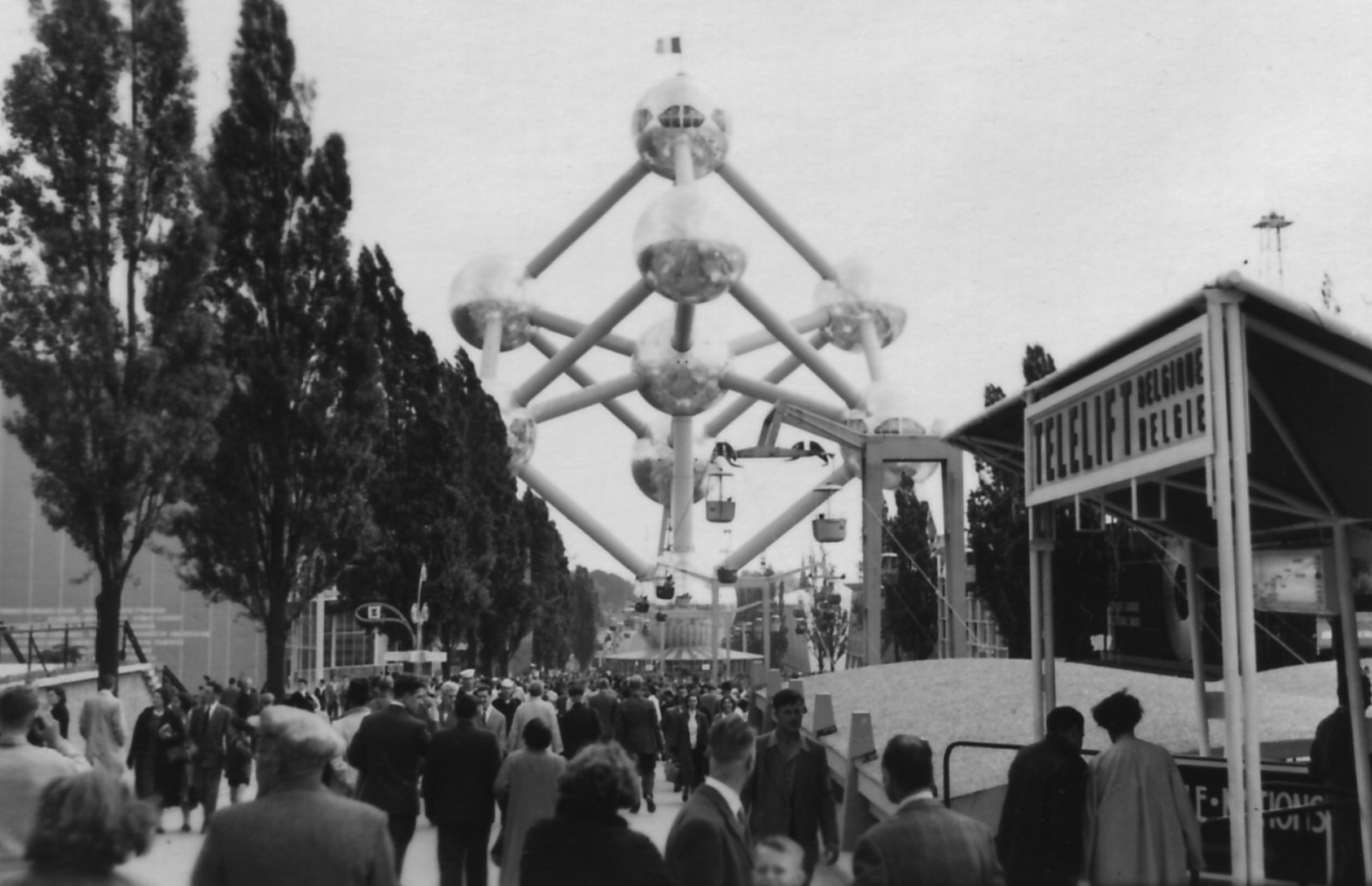
Der Reaktor AGN-211-P befand sich 1958 unter dem Atomium.

Der heutige Reaktor AGN-211-P war 1958 auf der Weltausstellung in Brüssel unter dem Atomium installiert. 1959 wurde er dann in die Schweiz geholt. Als Baubeginn in der Schweiz gilt der 30. April 1959, die Inbetriebnahme erfolgte am 1. August 1959.
Im Jahr 1961 wurden die Brennelemente gegen Metallplattenelemente mit 90 Prozent angereichertem Uran getauscht.
Die Kontrollanlage wurde 1986 total erneuert.
Aus verschiedenen Gründen wie beispielsweise dem Alter der Anlage, Rücknahmeangebot der USA für den Brennstoff, Pensionierung von Spezialisten etc., wurde die Stilllegung im Jahr 2013 als eine Frage der Zeit betrachtet. Die Jahresinspektion im November 2013 ergab keine Beanstandungen. Seit 2013 wird der Reaktor als stillgelegt bezeichnet.
Die Brennelemente des Forschungsreaktors wurden im Sommer 2015 im Rahmen eines Rückführungsprogramms der amerikanischen National Nuclear Security Administration in die USA überführt.
Die Universität Basel hat Anfang Februar 2017 das Stilllegungsprojekt für den Forschungsreaktor beim Bundesamt für Energie BFE eingereicht. Am 13. Februar 2019 hat das UVEK die Stilllegungsverfügung erteilt, sodass mit dem Rückbau begonnen werden konnte. Rasterförmige Wischtests, Probenahmen sowie Aktivierungsrechnungen hatten ergeben, dass nur in kernnahen Bauteilen Radioaktivität oberhalb der Grenzwerte vorhanden war. Daher war der technische Abbau vergleichsweise unkompliziert für einen Atomreaktor. Es brauchte weder Fernhantierung noch Abschirmung. Zur Demontage der radioaktiv aktivierten Strukturen werden staubarme mechanische Trennverfahren eingesetzt. Alle abgebauten Teile wurden für die spätere Verpackung passend abgelängt. Das verstrahlte Material wurde in etwa zehn 200-Liter-Fässer verpackt.
Die Rückbauarbeiten wurden 2020 abgeschlossen und der stillgelegte Forschungsreaktor 2021 aus der Aufsicht des Bundes entlassen. 2023 wurde er für die neue Energieausstellung «Experience Energy!» dem Verkehrshaus der Schweiz als Schenkung übergeben.

## Technische Daten
- Typ: offener Swimmingpool-Reaktor[17]
- Brennstoff: ca. 1,974 kg UAlx (hochangereichertes Uran[9])
- Steuerstäbe: 4 (je 1 Grobregelstab und 1 Sicherheitsstab aus Cadmium, 1 Feinregelstab aus rostfreiem Stahl und 1 Sicherheitsstab aus Boral)
- max. Nennleistung: 2 kW
- max. wöchentlich Beschränkung: 30 kWh[18]
- Neutronenfluss: 4·1010 n/(cm²s)
- Moderator: Leichtwasser

Der Brennstoff würde für circa 800 Jahre Betrieb reichen.